# Olympische Sommerspiele 1976/Kanu – Einer-Canadier 1000 m (Männer)
Die Wettkämpfe im Einer-Canadier über 1000 Meter bei den Olympischen Sommerspielen 1976 wurde vom 29. bis 31. Juli auf der Île Notre-Dame ausgetragen.
Es wurden zwei Vorläufe, zwei Hoffnungsläufe, drei Halbfinals und ein Finale ausgetragen. 
Olympiasieger wurde Matija Ljubek aus Jugoslawien.

## Ergebnisse

### Vorläufe
Die jeweils ersten drei Boote qualifizierten sich für die Halbfinals, die restlichen Boote für den Hoffnungslauf.

#### Lauf 1
| Rang | Athleten             | Nation         | Zeit        |
| ---- | -------------------- | -------------- | ----------- |
| 1    | Ivan Patzaichin      | Rumänien       | 4:13,09 min |
| 2    | Tamás Wichmann       | Ungarn         | 4:14,87 min |
| 3    | Matija Ljubek        | Jugoslawien    | 4:15,14 min |
| 4    | Roland Iche          | Frankreich     | 4:20,13 min |
| 5    | Ulrich Eicke         | BR Deutschland | 4:28,66 min |
| 6    | Pietro Bruschi       | Italien        | 4:33,38 min |
| 7    | William Reichenstein | Großbritannien | 4:49,20 min |
| 8    | Mitsuo Nakanishi     | Japan          | 4:52,59 min |

#### Lauf 2
| Rang | Athleten           | Nation             | Zeit        |
| ---- | ------------------ | ------------------ | ----------- |
| 1    | Wassyl Jurtschenko | Sowjetunion        | 4:20,44 min |
| 2    | Wilfried Stephan   | DDR                | 4:25,23 min |
| 3    | Borislaw Ananiew   | Bulgarien          | 4:28,18 min |
| 4    | Göran Backlund     | Schweden           | 4:29,36 min |
| 5    | Timo Grönlund      | Finnland           | 4:30,93 min |
| 6    | John Edwards       | Kanada             | 4:32,67 min |
| 7    | Angus Morrison     | Vereinigte Staaten | 4:35,77 min |

### Hoffnungsläufe
Die ersten drei Boote der Hoffnungsläufe erreichten das Halbfinale.

#### Lauf 1
| Rang | Athleten         | Nation             | Zeit        |
| ---- | ---------------- | ------------------ | ----------- |
| 1    | Roland Iche      | Frankreich         | 4:15,51 min |
| 2    | Angus Morrison   | Vereinigte Staaten | 4:18,11 min |
| 3    | Pietro Bruschi   | Italien            | 4:19,11 min |
| 4    | Timo Grönlund    | Finnland           | 4:19,71 min |
| 5    | Mitsuo Nakanishi | Japan              | 4:40,96 min |

#### Lauf 2
| Rang | Athleten             | Nation         | Zeit        |
| ---- | -------------------- | -------------- | ----------- |
| 1    | Ulrich Eicke         | BR Deutschland | 4:12,00 min |
| 2    | John Edwards         | Kanada         | 4:14,47 min |
| 3    | Göran Backlund       | Schweden       | 4:28,18 min |
| 4    | William Reichenstein | Großbritannien | 4:37,47 min |

### Halbfinalläufe
Die ersten drei Boote der Halbfinals erreichten das Finale.

#### Lauf 1
| Rang | Athleten         | Nation         | Zeit        |
| ---- | ---------------- | -------------- | ----------- |
| 1    | Borislaw Ananiew | Bulgarien      | 4:13,39 min |
| 2    | Ivan Patzaichin  | Rumänien       | 4:15,21 min |
| 3    | Ulrich Eicke     | BR Deutschland | 4:16,69 min |
| 4    | Pietro Bruschi   | Italien        | 4:21,88 min |

#### Lauf 2
| Rang | Athleten           | Nation             | Zeit        |
| ---- | ------------------ | ------------------ | ----------- |
| 1    | Wassyl Jurtschenko | Sowjetunion        | 4:12,00 min |
| 2    | Matija Ljubek      | Jugoslawien        | 4:19,99 min |
| 3    | John Edwards       | Kanada             | 4:21,89 min |
| 4    | Angus Morrison     | Vereinigte Staaten | 4:25,83 min |

#### Lauf 3
| Rang | Athleten         | Nation     | Zeit        |
| ---- | ---------------- | ---------- | ----------- |
| 1    | Tamás Wichmann   | Ungarn     | 4:17,32 min |
| 2    | Roland Iche      | Frankreich | 4:18,30 min |
| 3    | Wilfried Stephan | DDR        | 4:18,99 min |
| 4    | Göran Backlund   | Schweden   | 4:20,93 min |

### Finale
| Rang | Athleten           | Nation         | Zeit        |
| ---- | ------------------ | -------------- | ----------- |
| 1    | Matija Ljubek      | Jugoslawien    | 4:09,51 min |
| 2    | Wassyl Jurtschenko | Sowjetunion    | 4:12,57 min |
| 3    | Tamás Wichmann     | Ungarn         | 4:14,11 min |
| 4    | Borislaw Ananiew   | Bulgarien      | 4:14,41 min |
| 5    | Ivan Patzaichin    | Rumänien       | 4:15,08 min |
| 6    | Roland Iche        | Frankreich     | 4:18,23 min |
| 7    | Wilfried Stephan   | DDR            | 4:22,43 min |
| 8    | Ulrich Eicke       | BR Deutschland | 4:22,77 min |
| 9    | John Edwards       | Kanada         | 4:30,55 min |

## Weblink
- Ergebnisse